# Aldo Righi
Aldo Righi (Italia, 29 de julio de 1947) fue un atleta italiano especializado en la prueba de salto con pértiga, en la que consiguió ser medallista de bronce europeo en 1969.

## Carrera deportiva
En el Campeonato Europeo de Atletismo de 1969 ganó la medalla de bronce en el salto con pértiga, con un salto por encima de 5.10 metros, siendo superado por el alemán Wolfgang Nordwig que con 5.30 metros batió el récord de los campeonatos, y el sueco Kjell Isaksson (plata con 5.20 metros).